# Вилистон (Тенеси)
Вилистон (енгл. Williston) град је у америчкој савезној држави Тенеси.

## Демографија
По попису из 2010. године број становника је 395, што је 54 (15,8%) становника више него 2000. године.
| Група             | 2000.       | 2010.       |
| Белци             | 221 (64,8%) | 246 (62,3%) |
| Афроамериканци    | 114 (33,4%) | 138 (34,9%) |
| Азијати           | 2 (0,6%)    | 4 (1,0%)    |
| Хиспаноамериканци | 1 (0,3%)    | 5 (1,3%)    |
| Укупно            | 341         | 395         |